# Собор Святого Павла (Мельбурн)
Собо́р Свято́го Па́вла (англ. St Paul's Cathedral) — кафедральный и крупнейший англиканский собор в Мельбурне, Австралия. Собор Святого Павла является престольным храмом архиепископа Мельбурна и главы англиканской митрополии в провинции Виктория.
Собор расположен в центре Мельбурна на пересечении улиц Свенсон-Стрит и Флиндерс-Стрит. На этом же перекрёстке наискось от собора находится знаменитый и крупнейший вокзал Флиндерс-Стрит-Стейшн. Напротив Собора находится комплекс зданий Площади Федерации.

## История создания
Несмотря на то, что в колониальной Виктории не было государственной церкви, население преимущественно состояло из англиканцев, и в связи с этим Английской церкви (как она тогда называлась) было предоставлено лучшее место в недавно основанном городе для строительства главной церкви. На момент своей постройки Собор Святого Павла был самым высоким зданием в городе: он был виден практически из любой точки Мельбурна. Однако в связи с бурным строительством высотных зданий в XX веке вид на собор со многих сторон был перекрыт. С постройкой комплекса на площади Федерации некоторые здания, закрывавшие вид на Собор, были демонтированы.
Собор Святого Павла был построен на месте, где проводились первые богослужения в Мельбурне с момента основания города в 1835 году. До начала строительства первой каменной приходской церкви Святого Павла на этом месте в 1848 году здесь располагался рынок. В связи с быстрым ростом Мельбурна эта церковь была разобрана уже в 1885 году, и на её месте был построен новый собор. Он стал кафедральным, заменив предыдущий кафедральный собор Святого Якова.
В 1986 году папа римский Иоанн Павел II посетил собор в рамках диалога между англиканской и римско-католической общинами Мельбурна.
Собор Святого Павла построен в готическом стиле. Автором его проекта был известный английский архитектор Уильям Баттерфилд. Камень в основание собора был заложен в 1880 году. Баттерфилд никогда не был на месте строительства, и процесс постройки собора часто затягивался из-за разногласий, которые возникали между церковными властями в Мельбурне и архитектором в Лондоне. В 1884 году Баттерфилд подал в отставку, и собор был завершён местным архитектором Джозефом Ридом.
Собор был освящён 22 января 1891, однако башня и шпиль не были закончены до 1926 года. Орган был импортирован из Англии и считается одной из лучших сохранившихся работ знаменитого мастера Т. С. Льюиса. Это один из крупнейших органов, построенных в XIX веке.
В отличие от большинства крупнейших зданий, построенных в Мельбурне в этот период, для собора не был использован местный известняк. Он строился из привезённого из Нового Южного Уэльса песчаника, придававшего собору тёплый жёлто-коричневый оттенок, который сильно отличается от более традиционного для местных зданий серо-синего цвета. В связи с тем, что башня была построена на тридцать лет позже основного здания и для её строительства использовался другой камень, она несколько отличается по цвету. Шпиль Собора считается вторым по высоте в мире среди англиканских церквей, уступая лишь собору в Солсбери.
В 1990-х годах постоянной вибрацией, вызванной движением транспорта в центре города, Собору, и особенно башне и шпилю, был нанесён значительный конструктивный ущерб. Для реставрации здания был организован специальный фонд, который собрал 18 миллионов австралийских долларов, что позволило провести работы по восстановлению шпиля и внутренних помещений.